# Karl Karmarsch
Karl Karmarsch (Wenen, 17 oktober 1803 – Hannover, 24 maart 1879) was een Duitse technoloog en de eerste directeur van de Polytechnische School in Hannover, de latere Technische Hogeschool van Hannover, onderdeel van de Gottfried Wilhelm Leibniz Universität Hannover.

## Biografie
Karl Karmarsch had een bescheiden achtergrond. Zijn vader was meesterkleermaker in Wenen, en Karl was de tweede van twaalf kinderen. Hij studeerde aan het Polytechnische Instituut in Wenen, tegenwoordig de Technische Universiteit Wenen. Daar werd hij assistent was van Georg Altmütter, een Oostenrijkse technoloog.
In 1830 werd Karmarsch de eerste directeur van het nieuw opgerichte Höhere Gewerbeschule (hogere industrieschool) in Hannover. Dit instituut ontwikkelde zich in 1847 tot de Polytechnische School (PTS), in 1879 tot het Instituut voor Technologie (TH), en later tot de huidige Technische Hogeschool. Karmarsch werd als directeur later opgevolgd door Georg Wilhelm Glunder. 

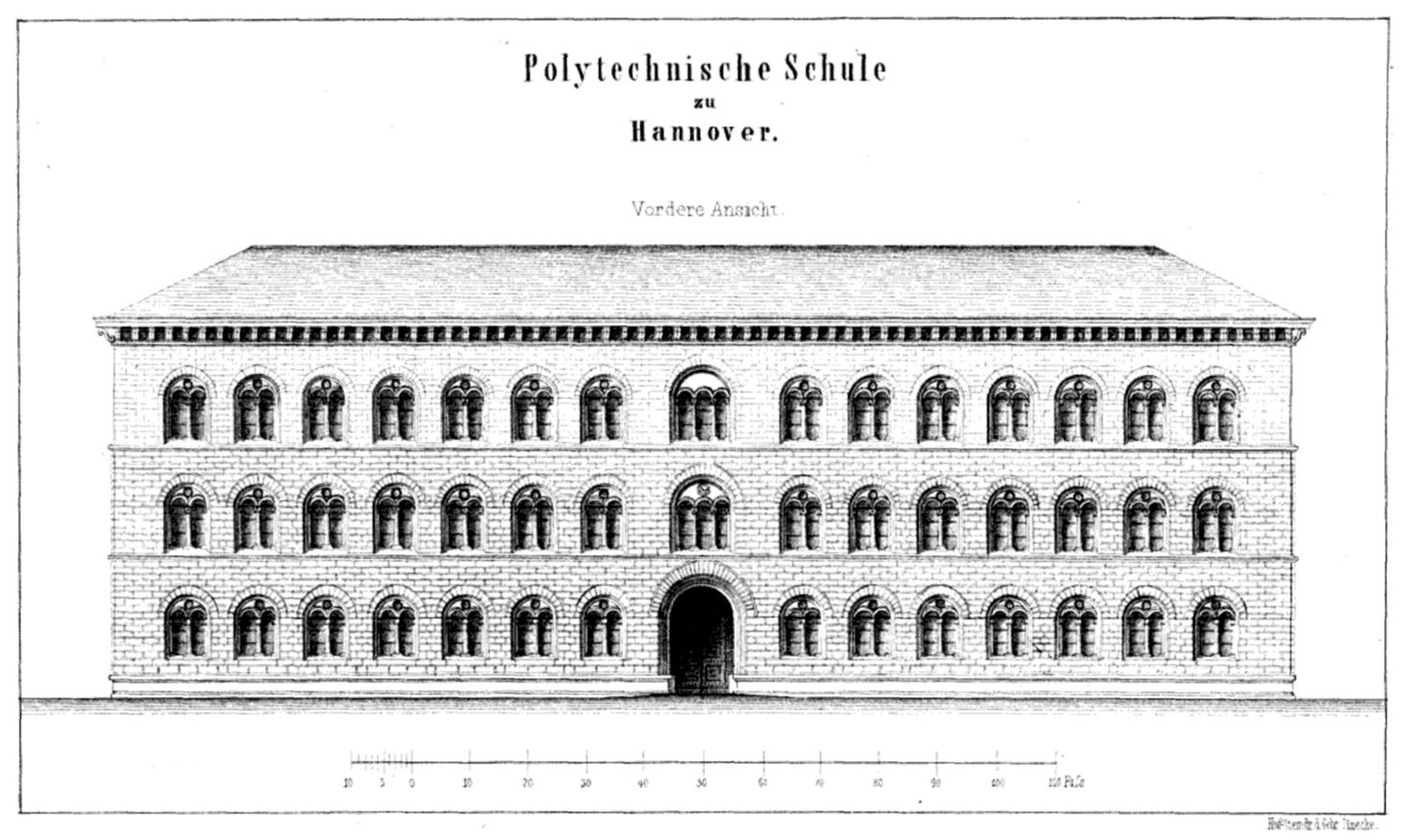
Ontwerp Polytechnische Schule zu Hannover, 1831

Aan de opleiding gaf Karmarsch les in chemische technologie, mechanische technologie, en in de theoretische chemie met toepassing in de werktuigbouw en bouwkunde. Hij publiceerde enige boeken over mechanische technologie, en werd daarmee tot een van de grondleggers van de wetenschappelijke mechanische technologie; een vakgebied dat de koppeling maakte tussen de exacte wetenschappen en technische toepassing. Zijn hoofdwerk  Grundriß der mechanischen Technologie verscheen in 1837.
In 1846 verleende de stad Hannover Karmarsch het ereburgerschap. Bij de eerste twee wereldtentoonstellingen was hij jurylid: Londen (1851) en Parijs (1855). In 1863 werd hij gekozen tot lid van de Zweedse Academie van Wetenschappen. Na zijn pensionering in 1875 richtte Karmarsch een eigen stichting op die beurzen verstrekte in zijn vakgebied.

### Waardering
In 1883 werd in Hannover een monument van Karmarsch onthuld, en in Hannover en Wenen werden straten naar hem vernoemd. In 1925 wordt door de Technische Universiteit jaarlijks een medaille uitgereikt aan personen die zich hebben ingezet voor de bevordering van de technologie en het bedrijfsleven met wetenschappelijk onderzoek of door bevordering van de economische ontwikkeling.

## Werk

### Opkomst van polytechnisch onderwijs in Pruisen
Karmarsch heeft met Ferdinand Redtenbacher een voortrekkersrol gespeeld in het tot aanzien komen van het polytechnisch onderwijs in Duitsland. Tot in het begin van de 19e eeuw werd op elke vorm van praktische kennis neergekeken vooral in het klassieke academische wereld. Een neohumanistische beweging in de jaren 1830 in Pruisen bracht daar verandering in. Lintsen (1994) vatte dit als volgt samen:
In de periode tussen 1830 en 1850 kwam, zoals we hebben gezien, in veel Duitse staten het polytechnisch onderwijs voor de hogere burgerij tot stand. De gebruikelijke opleidingsroute voor de hogere burgerstand was vanaf die tijd globaal eerst de Realschule en daarna een vervolgstudie op een polytechnische school. Deze scholen waren een uiting van het emancipatiestreven van de burgerij, maar deze emancipatie was halfslachtig, omdat door de scheiding tussen de verschillende opleidingsroutes de maatschappelijke hiërarchie gehandhaafd bleef of zelfs versterkt werd. Deze opsplitsing van het onderwijs vond in alle belangrijke Duitse staten plaats, hoewel de onderwijssystemen wel verschillen bleven vertonen die samenhingen met de politieke constellatie en de kracht van de oppositie. Geleidelijk begon het verzet tegen deze situatie te groeien...
Specifiek over Karmarsch rol in dit geheel stelt Lintsen:
... Vroege voorbeelden van ‘statuszoekers’ waren in Duitsland de hoogleraren K. Karmarsch en F. Redtenbacher, maar de discussie zou vooral rond 1860, dus in dezelfde periode als in Nederland, uiterst actueel worden. In Oostenrijk werd al in het midden van de jaren zestig gelijkstelling van het hogere technische onderwijs met het universitaire onderwijs bereikt. In Duitsland zou het langer duren.

### Mechanische technologie
Binnen de mechanische technologie waren volgens De Beer (1959) twee stromingen te onderkennen: speciale en algemene technologie. De speciale technologie richt zich op afzonderlijke ambachtelijk werk en tracht dit op een fenomenologische wijze te bespreken. Daarnaast tracht de algemene- of vergelijkende technologie, als de natuurwetenschap, feiten te verzamelen, te rangschikken en te verklaren.
Volgens De Beer was Karmarsch een van de voornaamste exponenten van de algemene technologie. De Beer (1959) stelde:
.. [Karmarsch] is het, die de algemene technologie tot ontwikkeling brengt en richt op een doel; een systematiek te geven van alle mogelijkheden waarop een of ander materiaal, wat dan ook, door middel van een mechanisch proces kan worden bewerkt. Deze systematiek zou het dan mogelijk maken voor alle bewerkingen algemene wetten op te stellen, die voor elk bijzonder geval het inzicht verhelderen.
Een dergelijke werkwijze is terug te vinden in de beschouwing van machine-elementen van Jean N. Hachette en de leer van mechanismen van Franz Reuleaux. Een algemene mechanische technologie is nooit echt van de grond gekomen, en Karmarsch' ideaal raakte dan ook op de achtergrond.

## Publicaties
- Karl Karmarsch, Einleitung in die mechanischen Lehren der Technologie, 2 delen, Wenen: Wallishausser, 1825.[3]
- Karl Karmarsch, Die höhere Gewerbeschule in Hannover: Erläuterungen über Zweck, Einrichtung und Nutzen derselben. Hannover: Hahn 1831; 2e druk 1856.
- Karl Karmarsch, Grundriß der mechanischen Technologie. Als Leitfaden für den technologischen Unterricht an polytechnischen Instituten und Gewerbeschulen. Hannover: Helwing 1837–1876.
- Karl Karmarsch, Handbuch der mechanischen Technologie. Hannover: Helwing, 1851–1876.[4]
- Karl Karmarsch, Friedrich Heeren, Technologisch woordenboek, of volledige handleiding voor alle takken van fabriekswezen en volksnijverheid, in alphabetische orde, Volume 1, van Goor, 1862
- Karl Karmarsch, Geschichte der Technologie seit der Mitte des achtzehnten Jahrhunderts, 1872.